# Тидеман, Карл Людвиг Генрих
Карл Людвиг Генрих Тидеман (нем. Karl Ludwig Heinrich von Tiedemann; 1777 (?) — 11 (23) августа 1812, Рига) — прусский, затем российский военный деятель, участник Наполеоновских войн.
Был зачислен на военную службу в 1793 году, на следующий год произведён во вторые лейтенанты. В 1801 году поступил в обучение к Герхарду Шарнхорсту; в списке своих учеников, составленном в 1803 году, Шарнхорст отметил как наиболее выдающихся двоих — Тидемана и Карла фон Клаузевица. В 1806 г. был произведён в первые лейтенанты, участвовал в Войне четвёртой коалиции как офицер прусского генерального штаба, был представителем прусского командования при русском генерале Николае Каменском, в составе резервной дивизии Каменского принял участие в Сражении при Гейльсберге. В 1807 году произведён в капитаны, в 1809 г. в майоры. В 1810 году, с открытием Берлинской военной школы, начал преподавать там тактику и стратегию военного дела. В 1811 г. сопровождал Шарнхорста в его поездке в Россию.
После того, как в 1812 году Пруссия была вынуждена заключить союз с Францией, в мае вышел в отставку и перешёл на русскую службу. Был произведён в подполковники и направлен в Вильну, откуда его вытребовал в Ригу военный губернатор фон Эссен для вероятной обороны Рижской крепости. В первых числах августа командовал одной из колонн, направленных из Риги к Шлоку для оттеснения прусских войск, и якобы вёл переговоры с командующим прусским вспомогательным корпусом генералом Йорком, предлагая ему перейти на сторону русских. 4 (16) августа вместе с Эссеном и генералом Левизом приступил к планированию обороны Риги, причём требовал вести её в агрессивном контратакующем стиле, полагая, что город не выдержит осады. Возобладала, однако, более осторожная позиция Левиза, считавшего, что его солдаты недостаточно сильны для открытого боя. Считалось также, что именно Тидеману принадлежало предложение сжечь предместья Риги при приближении противника.
10 (22) августа принял участие в битве при Кекау и был тяжело ранен в живот; согласно воспоминаниям генерала Эмме, его узнали на передовом посту прусской армии, выстрелив него со словами «ты изменник отечеству, вот твоя награда». На следующий день умер в Риге. Был похоронен на рижском Большом кладбище.